# A-Ba-Ni-Bi
A-Ba-Ni-Bi (hebr. ‏א-ב-ני-בי‎) – singel izraelskiego piosenkarza Jizhara Kohena i zespołu Alphabeta, wydany w 1978 i umieszczony na ich wspólnym albumie studyjnym, zatytułowanym Make a Little Love. Piosenkę napisali Ehud Manor i Nurit Hirsz.
27 lutego 1978 kompozycja została wybrana na piosenkę reprezentującą Izrael w 23. Konkursie Piosenki Eurowizji w Paryżu. 22 kwietnia wygrała w finale konkursu, zdobywszy 157 punktów w głosowaniu jurorskim.

## Lista utworów
Singel 7″
1. „A-Ba-Ni-Bi” – 2:55
2. „Illusions” – 3:15

## Notowania na listach przebojów
| Lista (1969)              | Pozycja |
| ------------------------- | ------- |
| Austria                   | 21      |
| Belgia (Flandria)         | 6       |
| Dania                     | 9       |
| Holandia (Single Top 100) | 17      |
| Niemcy                    | 22      |
| Szwajcaria                | 4       |
| Szwecja                   | 9       |
| Wielka Brytania           | 20      |